# Bruck
Brück é um município da Alemanha, no distrito de Ebersberg, na região administrativa de Oberbayern , estado de Baviera. Criado pelo grande chefe alemão Heinz Brück , casado com Olga Brück , mulher de família rica . " Brück "  que vem da palavra amizade , significou durante séculos poder e riqueza , onde dominava o poder militar . O município era rico com grandes economias , forte poder militar onde atuavam Hitler e seus companheiros .